# Howard Alexander Smith
Howard Alexander Smith, född 30 januari 1880 i New York, New York, död 27 oktober 1966 i Princeton, New Jersey, var en amerikansk republikansk politiker. Han representerade delstaten New Jersey i USA:s senat 1944-1959.
Smith utexaminerades 1901 från Princeton University. Han gifte sig 21 juni 1902 med Helen Dominick och avlade 1904 juristexamen vid Columbia University.
Smith undervisade i statskunskap vid Princeton 1927-1930. Han var ordförande för republikanerna i New Jersey 1941-1943 och medlem av Republican National Committee 1942-1943.
Senator William Warren Barbour avled 1943 i ämbetet. Arthur Walsh utnämndes till senaten fram till fyllnadsvalet 1944. Smith vann fyllnadsvalet och efterträdde Walsh som senator i december 1944. Han omvaldes 1946 och 1952. Smith efterträddes 1959 som senator av Harrison A. Williams.
Smiths grav finns på Princeton Cemetery i Princeton.